# Crehana
Crehana (originalmente, Flikn) es una plataforma de educación en línea. Fue fundada en Lima, Perú, en 2013 por Diego Olcese y Rodolfo Dañino.

## Historia
Crehana tiene su origen en Flikn, un proyecto concebido por Diego Olcese y Rodolfo Dañino, idea surgida tras un viaje de Olcese a Silicon Valley, donde se gestó la concepción de una plataforma educativa en línea enfocada al público latinoamericano. Inicialmente, Flikn ofrecía diversos cursos, centrándose finalmente en el diseño gráfico. La plataforma finalmente fracasó, debido a que no contaba con un perfil de usuarios definido, su contenido y temáticas eran demasiado variadas y la tecnología requería mejoras considerables.
En abril de 2015, Flikn cambió su nombre a Crehana, bajo el respaldo financiero Wayra Perú. Este cambio se sumó a la reorganización interna de la empresa, la ampliación de su equipo y la diversificación de sus cursos, enfocados en la creatividad y el diseño.
Con el transcurso del tiempo, atrajo inversionistas internacionales que respaldaron su crecimiento. Para 2017, la startup educativa peruana, ya tenía un valor en el mercado que superaba los $ 7 000 000.Con esta garantía financiera consiguió establecer sus primeras oficinas en Lima y, en 2018, otras más en Ciudad de México.
En 2020, la pandemia de COVID-19 impulsó la demanda de educación en línea, situación que ayudó al crecimiento de Crehana. En 2021, recaudó $ 70 000 000 en una ronda de financiación encabezada por General Atlantic, cuyas ganancias serían utilizadas, según indicó su CEO, para su expansión al mercado brasilero y su consolidación en los mercados donde ya operaba.
En 2022, anunció la adquisición de la startup colombiana de gestión de talento humano Ascendo. A partir de 2023, Crehana estableció una alianza estratégica que le permite incorporar la inteligencia artificial de OpenAI en su plataforma. También en 2023, Crehana ganó el premio EMA a startup del año. En 2024, la hrtech peruana introdujo Hana AI, un asistente basado en inteligencia artificial diseñado para el área de recursos humanos que atiende consultas generales y personalizadas, proporcionando información instantánea a los usuarios de los productos de la empresa.

## Población estudiantil
Diego Olcece, CEO de Crehana, indicó en una entrevista finales del año 2020 que la plataforma tenía alrededor de 3.3 millones de estudiantes registrados en Latinoamérica y España.